# Betting on Zero
Betting On Zero ist ein US-amerikanischer Dokumentarfilm aus dem Jahr 2016. Der Film behandelt das Unternehmen Herbalife und die Vorwürfe des Hedgefonds-Managers Bill Ackman gegen das Unternehmen, es sei ein Schneeballsystem und werde demnächst scheitern.

## Inhalt
Die Dokumentation verfolgt Hedgefonds-Manager Bill Ackman bei seiner Kampagne gegen Herbalife, einem Unternehmen für Nahrungsergänzungsmittel, das ein Multi-Level-Marketing-Modell für den Vertrieb ihrer Produkte verwendet. Ackman hatte zuvor zahlreiche Leerverkäufe auf die Aktie von Herbalife getätigt. Der Film beschreibt weiter den Konflikt zwischen Ackman und Carl Icahn, der bezüglich Herbalife eine positive Position einnahm.

## Rezeption
Michael O’Sullivan lobte in der Washington Post das starke Argument des Films gegen die Praktiken von Herbalife.
In der New York Times hob Ben Kenigsberg hervor, dass neben der aufrichtigen Empörung über die Geschäftspraktiken vor allem die Porträts der mutmaßlichen Opfer von Herbalife wertvoll waren.
Für die Los Angeles Times schrieb Gary Goldstein, dass es sich beim Film um einen provokative Geschichte über Geld, Macht und die Suche nach der Wahrheit sei.
Daphne Howland beschrieb in der Village Voice die im Film geschilderten Geschichten als herzzerreissend und frustrierend. Howland hoffte, dass der Film eine Wirkung entfalten möge.